# Bernardo Bertolucci
Pour les articles homonymes, voir Bertolucci.
Bernardo Bertolucci [berˈnardo bertoˈlutt͡ʃi]  est un scénariste et réalisateur italien, né le 16 mars 1941 à Casarola et mort le 26 novembre 2018 à Rome.
Bertolucci fait ses débuts en tant que réalisateur à l’âge de 15 ans avec les courts métrages muets amateurs La teleferica (1956) et La morte del maiale (1956). Après avoir déménagé à Rome, puis brièvement à Paris, il est assistant réalisateur du film Accattone (1961) de Pier Paolo Pasolini, un film qu'il compte encore en 2022 parmi ses dix films préférés de tous les temps. Le producteur Tonino Cervi lui permet alors de réaliser son premier long métrage, Les Recrues (1962), d'après un scénario de Pasolini, une enquête dans les bas-fonds de Rome pour retrouver l'assassin d'une prostituée. Son deuxième film, Prima della rivoluzione (1964), fortement influencé par la Nouvelle Vague, pose la difficulté pour ses protagonistes de concilier leurs origines bourgeoises et leur perspective marxiste. Tout en participant au film à sketches La Contestation (1969) et à la co-scénarisation du western Il était une fois dans l'Ouest (1968), Bertolucci réalise un film-essai marqué par Mai 68, Partner (1968) avec Pierre Clémenti, qui sera mal reçu par la critique. Dans La Stratégie de l'araignée (1969), il met en vedette Giulio Brogi et Alida Valli dans un film moderniste et hermétique adapté de la nouvelle Thème du traître et du héros de Jorge Luis Borges. Dans les années 1960, il se présente comme un disciple de Godard, Antonioni et Pasolini, s'intéresse au communisme et à la psychanalyse, entremêlant dans ses films le social et l'intime. Dans nombre de ses films, il aborde des formes marginales voire taboues de la sexualité humaine comme l'homosexualité, le triolisme ou l'inceste. Il collabore régulièrement avec le directeur de la photographie Vittorio Storaro, surnommé « le dieu de la lumière et de l'ombre » par les critiques italiens.
Il abandonne le cinéma d'avant-garde en 1970 avec Le Conformiste (1970), une adaptation d’un roman d'Alberto Moravia, qui explore le passé fasciste de l'Italie et construit une cause psychosexuelle des actions du personnage principal, interpreté par Jean-Louis Trintignant. Dans son film suivant, Le Dernier Tango à Paris (1972), il dépeint la douleur existentielle d'un homme d'âge mûr (Marlon Brando) et sa souffrance face à la répression du principe de plaisir dans la culture occidentale. Veritable triomphe public international à sa sortie, ce film reste controversé en raison de sa scène de sodomie et des révélations de l'actrice Maria Schneider à l’encontre des conditions du tournage. Dans la fresque historique 1900 (1976), il raconte un demi-siècle d'histoire italienne à travers la lutte dans une famille de paysans romagnols entre deux garçons nés le même jour, l'un optant pour le fascisme et l'autre pour le communisme. Ce film violent et lyrique, mettant en vedette Gérard Depardieu, Robert De Niro et Burt Lancaster, bénéficiera d'un bon accueil en Europe mais sera censuré aux États-Unis car jugé trop communiste.
Il poursuit sa filmographie avec le drame familial et incestueux La Luna (1979) avec Jill Clayburgh, et la comédie noire et politique La Tragédie d'un homme ridicule (1981), avec Anouk Aimée et Ugo Tognazzi, ce dernier remportant le Prix d'interprétation masculine au Festival de Cannes 1981. Avec Le Dernier Empereur (1987), une biographie de Puyi, il devient le premier cinéaste italien à remporter l'Oscar du meilleur réalisateur (l’œuvre reçoit en outre l'Oscar du meilleur film). Durant sa carrière, il a été le lauréat de nombreuses autres distinctions dont un Ours d'or, un César, quatre David di Donatello, trois Rubans d'argent, deux Golden Globes, un Lion d'or en 2007, et une Palme d'or honorifique au Festival de Cannes 2011. Après Le Dernier Empereur (1987), il poursuit son succès avec deux autres films relevant de sa « Trilogie orientale » : Un thé au Sahara (1990), l'adaptation du roman éponyme de Paul Bowles qui dépeint l'histoire d'un couple fuyant la civilisation occidentale et perdant son identité au contact de l'inconnu et du Sahara, et Little Buddha (1993), une épopée religieuse bouddhiste avec Keanu Reeves et Bridget Fonda. Son film Beauté volée (1996), tourné en Toscane avec Liv Tyler, lui vaut une deuxième nomination à la Palme d'or. Après le drame intimiste tourné entre le Kenya et Rome Shanduraï (1998), Bertolucci ne tournera que deux longs métrages au XXIe siècle, tous deux ayant pour thème la filiation, la nostalgie d'une époque révolue et le refus de quitter l'enfance. Le premier est Innocents, un huis-clos avec Louis Garrel et Eva Green inspiré des Enfants terribles de Cocteau qui se déroule pendant Mai 68 et fourmille de références culturelles de l'époque, entre autres à Bande à part (1964) et La Chinoise (1967) de Godard. En 2012, son dernier film, Moi et toi, met en scène un adolescent introverti (Jacopo Olmo Antinori) et sa demi-sœur (Tea Falco) qui découvrent des secrets de famille.

## Biographie

### Origine et jeunesse (1941-1961)
Bertolucci est né au début des années 1940 en Émilie-Romagne. Sa famille vivait à l'extérieur de Parme, dans le village rural de Baccanelli, où il côtoyait beaucoup d'enfants de fermiers. Sa mère était professeure de littérature, son père Attilio était un poète de renommée nationale et enseignait l'histoire de l'art. Bertolucci a été initié à la poésie avant même d'être en âge d'aller à l'école, car celle-ci faisait partie de son quotidien, les poèmes de son père traitant souvent de la vie domestique. À six ans, Bernardo a commencé à écrire des poèmes,,. Parallèlement, son père travaillait comme critique de cinéma pour la Gazzetta di Parma et se rendait régulièrement à Parme pour voir les films sur lesquels il devait écrire. Il emmenait souvent Bernardo avec lui, qui en vint à associer « Parme » au « cinéma ».
À l'âge de 15 ans, à l'été 1956, il réalise deux courts métrages amateurs en 16 mm,. Le premier est La teleferica, en 16 mm, sans son et sans montage. Il raconte l'histoire d'enfants qui partent à la recherche d'un téléphérique. Mais leur quête reste vaine, car le téléphérique se trouve désormais sous terre. Bertolucci se rendra compte plus tard que ce sont les films de John Huston qui l'ont inspiré pour cette histoire d'entreprise vaine,,. Quelques mois plus tard, il réalise La morte del maiale, également muet. Au lieu d'aller à l'école, un enfant de paysan se cache et observe à l'aube les fermiers en train d'abattre un cochon. Bertolucci tournera une scène semblable dans sa grande production 1900 (1976) dans une forme de remake de son œuvre de jeunesse, mais il trouve sa première tentative plus aboutie,,,.
Lorsque la famille déménage à Rome, il perd ses repères et se sent déraciné. Il côtoit désormais des enfants issus de la petite bourgeoisie : « Ce qui était censé être une ascension sociale, je le vivais comme une régression, car après tout, les paysans ont quelque chose de plus ancien et donc de plus aristocratique que la petite bourgeoisie ». Au cours de ses premières années à Rome, il n'apprécie pas la ville. Le poète et futur cinéaste Pier Paolo Pasolini fait alors partie du cercle d'amis de la famille. Son père travaille pour un éditeur et est don en mesure d'aider Pasolini à publier son premier roman en 1955, puis ses poèmes. En récompense de la réussite dans ses études, Bertolucci peut passer un mois à Paris en 1959, où il se rend souvent à la Cinémathèque française,. À vingt ans, il a l'impression qu'il est tout naturel de faire du cinéma. Il interrompt ses études de littérature à l'Université de Rome « La Sapienza » et devient assistant réalisateur sur le premier long métrage de Pasolini, Accattone. Pasolini étant un homme de lettres inexpérimenté dans le domaine du cinéma et devant d'abord s'approprier ses moyens d'expression, Bertolucci a le sentiment d'assister à la « naissance du langage cinématographique »,,. L'année suivante, Bertolucci publit le recueil de poèmes In cerca del mistero et reçoit pour celui-ci l'un des prix littéraires les plus prestigieux d'Italie, le prix Viareggio, dans la catégorie du meilleur premier ouvrage. Il se détourne alors néanmoins définitivement de l'écriture.

### Début de carrière (1961-1969)

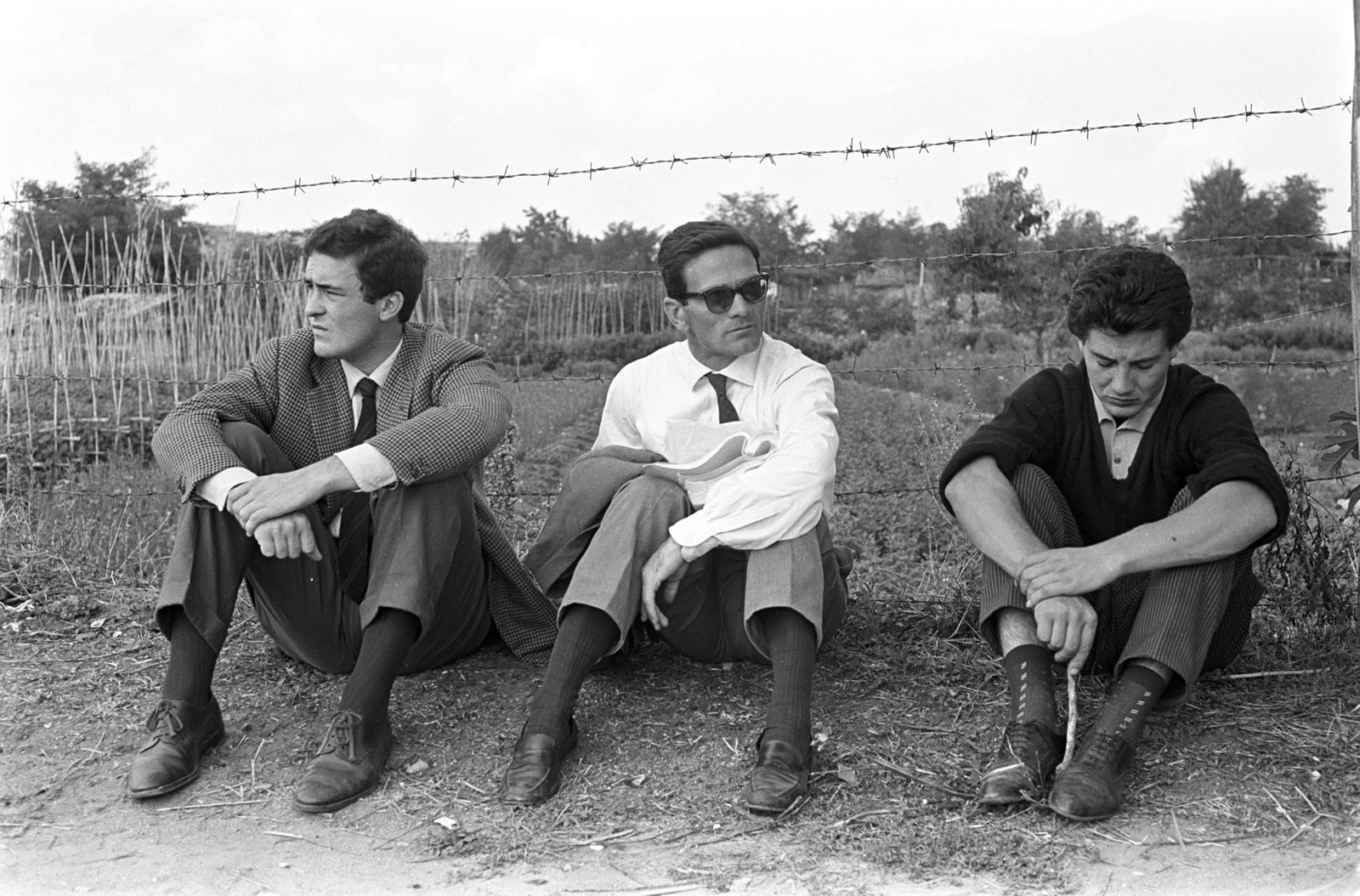
Bernardo Bertolucci (à gauche) et Pier Paolo Pasolini (au centre) sur le plateau dAccattone en 1961.

Les premières années de sa carrière cinématographique sont marquées par la recherche de son propre style et de ses propres thèmes. À seulement 21 ans, Bertolucci est déjà en mesure de réaliser son premier film. Après le succès du film de Pasolini, Accattone (1961), le producteur Tonino Cervi souhaite adapter l'une des nouvelles de Pasolini au cinéma. Pasolini s'étant déjà tourné vers son projet suivant Mamma Roma (1962), Cervi charge Sergio Citti et Bertolucci, peu familier du milieu de la petite criminalité prolétarienne romaine, d'en écrire le scénario. Bertolucci s'efforce néanmoins de répondre aux attentes du producteur, qui souhaite un film « pasolinesque ». Une fois le scénario terminé, Cervi lui propose également de mettre en scène le film. Bertolucci tente alors de faire de Les Recrues (1962) « son » film en créant son propre style, sans être trop influencé par Pasolini,,,. L'influence de Pasolini est toutefois relevé par la plupart des critiques,, ne serait-ce que dans le choix des lieux de tournages, les borgate, ces « faubourgs romains où vivote une population de petits voyous, de proxénètes, de désœuvrés et de misérables ». Le titre original du film, La commare secca, pourrait se traduire par « la grande faucheuse ». Bertolucci et Pasolini habitent alors le même immeuble à Rome et ce dernier emmène tous les matins Bertolucci en voiture sur le lieux du tournage, ce qui leur permet de longues discussions sur la manières de faire des films, mais également sur d'autres sujets comme les rêves, dont Bertolucci aimait parler. Le film est présenté à la Mostra de Venise 1962 mais ne remporte aucun prix. Les critiques sont pourtant plutôt bienveillantes à l'égard du film, remarquant les nombreux travellings du film, le chef opérateur affirmant n'en avoir jamais réalisé autant dans un film,.

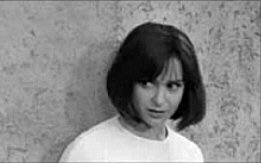
Adriana Asti dans une scène du film Prima della rivoluzione (1964).

Durant cette période, il ne se considère jamais pleinement comme faisant partie du cinéma italien ; il est plus proche du cinéma français, qu'il trouve particulièrement intéressant. Il préfère s'adresser à la presse en français, « langue du cinéma »,. Dans son deuxième film inspiré de La Chartreuse de Parme de Stendhal, Prima della rivoluzione (1964), il aborde un thème qui lui est propre : la difficulté d'être un intellectuel d'origine bourgeoise, dans une perspective marxiste au service des masses prolétariennes, et la peur que son milieu d'origine ne le rattrape tant ses racines sont profondes,. Il n'a pas encore trouvé de solution à cette peur de sa propre lâcheté, expliquera-t-il plus tard ; la seule solution est de rejoindre le dynamisme et l'« incroyable vitalité » du prolétariat, véritable force révolutionnaire mondiale. Produit par un industriel milanais cinéphile, Mario Bernocchi, et mettant en vedette la compagne de Bertolucci Adriana Asti ainsi que le futur réalisateur Francesco Barilli, le film révèle des influences stylistiques de Jean-Luc Godard et de Michelangelo Antonioni. Le thème de l'ambiguïté politique et sexuelle est illustré par une mise en scène revendiquant un certain gongorisme dans sa sophistication visuelle et son style chorégraphié. Pour Olivier Père, le film est influencé par la Nouvelle Vague française et le cinéma opératique italien allie modernité et lyrisme et pose les bases de la filmographie de Bertolucci. L'œuvre est rarement projetée en Italie et reçoit des critiques majoritairement négatives, tandis que les critiques étrangères sont plus favorables. Lors du tournage, il rencontre Vittorio Storaro, assistant opérateur. Storaro a l'impression que Bertolucci possède un savoir immense, surtout pour quelqu'un de son âge, mais qu'il fait également preuve d'une grande arrogance. La collaboration de Storaro avec Bertolucci sera remarqué par les critiques, notamment dans son professionalisme et son travail sur la lumière et l'ombre,,,.
Au cours des années suivantes, Bertolucci refuse à plusieurs reprises des propositions pour tourner des westerns spaghetti. Il ne veut faire aucun compromis et ne pas, comme certains autres réalisateurs, tourner des films auxquels il ne croit qu'à moitié,. Plusieurs années s'écoulent ainsi sans qu'il ne puisse réaliser de long métrage. Durant cette période, il occupe son temps à réaliser des travaux de commande. La via del petrolio, un documentaire pour la télévision italienne, coproduit par la compagnie pétrolière Eni, est diffusé début 1967. Il se compose de trois épisodes en noir et blanc. Il décrit l'extraction du pétrole dans les champs pétrolifères iraniens (1. Origine), son transport par bateau jusqu'à Gênes (2. Viaggio) et son acheminement par oléoduc jusqu'en Allemagne (3. Attraverso l'Europa). Avec ce film, Bertolucci tente de dépasser, dans la mesure du possible, les règles de mise en scène des documentaires,,. Parallèlement, il réalise Il canale, un film dérivé de La via del petrolio, d'une durée de 12 minutes et tourné en couleur.

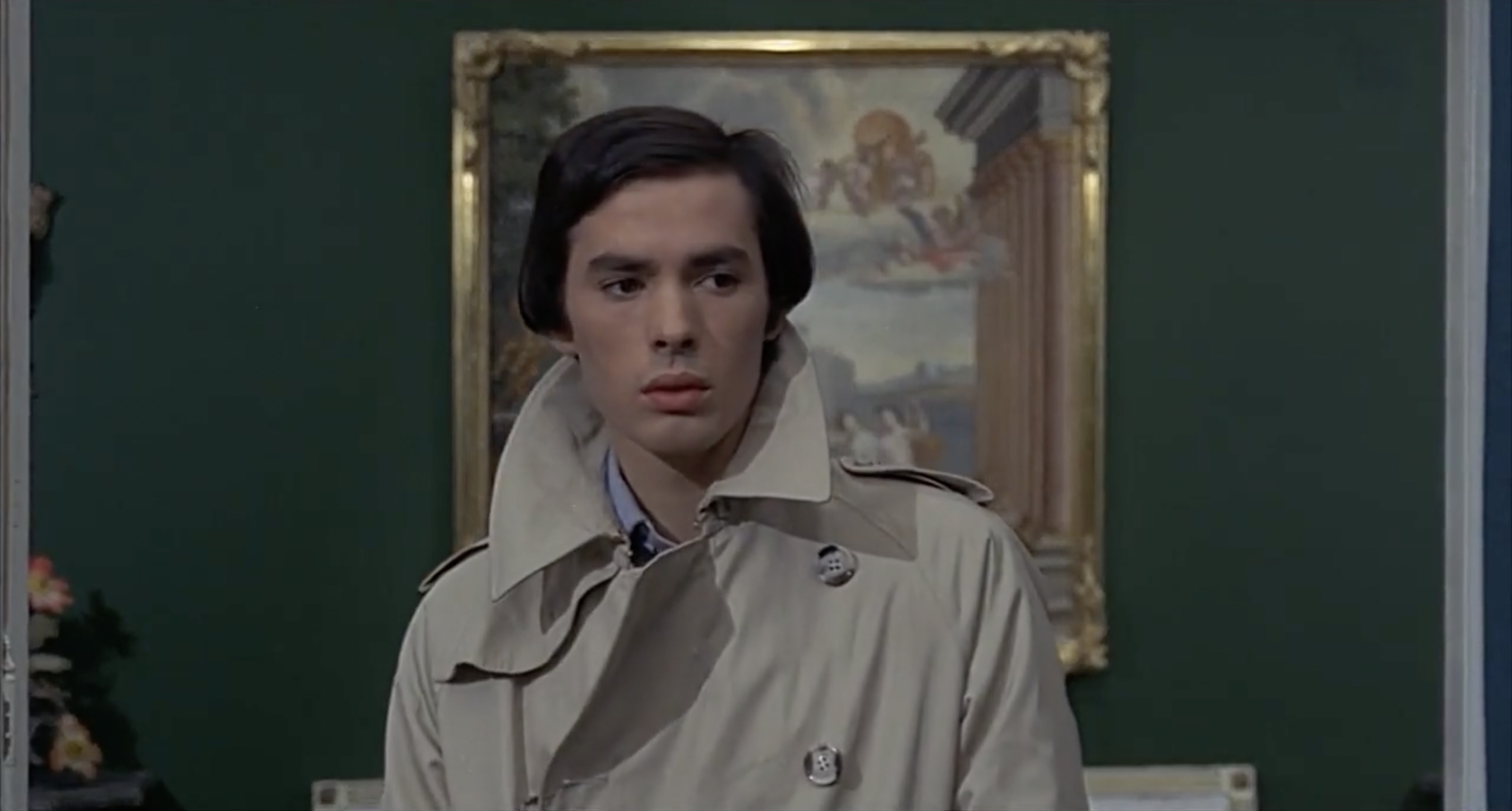
L'acteur Pierre Clémenti, protagoniste du film Partner (1968).

Bertolucci met également en scène à cette époque l'épisode L'Agonie, qui est intégré au film à sketches La Contestation (1967), coréalisé avec Jean-Luc Godard, Carlo Lizzani, Pier Paolo Pasolini, Elda Tattoli et Marco Bellocchio. L'épisode, dont le titre de travail Il fico infructoso faisait référence à la parabole du figuier stérile tirée de l'Évangile selon Luc (13,6-9 ELB), raconte l'histoire d'un vieil homme qui n'a rien fait de mal, mais qui, par lâcheté face à la vie, n'a rien fait de bien non plus ; le mourant était déjà plutôt un mort de son vivant, « l'un des tièdes du troisième chant »,. L'année suivante, Bertolucci participe au scénario du fameux Il était une fois dans l'Ouest (1968), aux côtés de Dario Argento, Sergio Donati et Sergio Leone, qui réalise également le film.
L'idéal cinématographique qu'il poursuivait dans les années 1960 était un cinéma qui traitait du cinéma, qui réfléchissait sur son propre langage et le renouvelait, dans l'esprit de Godard,,. Les films devaient être conscients d'eux-mêmes et éduquer le public qui ne comprenait rien au cinéma. À l'époque, il écrit ses scénarios en collaboration avec Gianni Amico, avec lequel il partage la même vision du monde et qui l'encourage à adopter une approche cinéphile et expérimentale, peu soucieuse du public ordinaire. C'est ainsi qu'est né Partner (1968) où il imite Godard tant sur le fond que sur la forme dans un essai poétique et radical symptômatique de l'après-mai. Il s'agit d'une adaptation libre du Double de Dostoïevski, où se mêlent les influences de Marx, Freud, Brecht et Artaud. Ce film jugé confus est mal compris ; très vite, il prend ses distances avec cette œuvre secondaire « névrosée » et « malade ». Plus tard, il a estimé que son intérêt intense pour le langage cinématographique l'avait conduit à une arrogance stylistique et qu'après Partner, il ressentait un grand désir d'avoir un public pour ses films. Il sombre dans une profonde dépression et commence une psychanalyse en 1969.
Cela devient un moteur créatif et l'aide à se libérer des « théories malsaines », comme il les appelait, qui avaient marqué le style de ses premières œuvres,. Il existait une relation de substitution entre l'analyse et le travail : « Quand je tourne un film, je me sens bien et je n'ai pas besoin d'analyse ». Le premier fruit de sa nouvelle méthode est La Stratégie de l'araignée, qu'il tourne en 1969 pour la télévision italienne. Vittorio Storaro est pour la première fois responsable de l'éclairage ; Bertolucci va désormais travailler avec lui pendant plus de deux décennies et une étroite amitié les lie. Les deux hommes développent un langage visuel unique, et le style visuel spécifique de Bertolucci s'épanouit pour la première fois sans être influencé par Godard. Il aborde ses thèmes de prédilection, tels que le lien entre l'histoire et l'historiographie avec le présent, la lutte du fils contre le père, la dissociation de l'identité, le fascisme ou la résistance.

### Superproductions internationales (1970-1976)

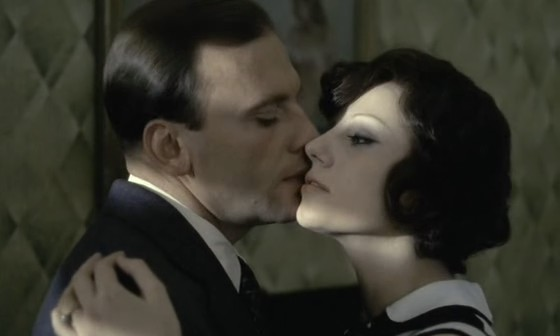
Jean-Louis Trintignant et Stefania Sandrelli dans une scène du Conformiste (1970).

Avec Le Conformiste (1970), Bertolucci fait son entrée sur la scène des superproductions internationales. Le film est tourné en France et en Italie dans des décors historiques somptueux, avec la vedette Jean-Louis Trintignant dans le rôle principal. Il y explore à nouveau le passé fasciste de l'Italie et construit une cause psychosexuelle des actions du personnage principal. L'œuvre se caractérise par une intrigue fragmentée dans le temps et un style visuel qui renforce la scène à l'aide de la lumière. Ce grand succès établit Bertolucci comme un cinéaste de renommée mondiale. Avec Le Conformiste, Bertolucci débute sa collaboration avec le monteur Franco Arcalli, qui se poursuit jusqu'à la mort de ce dernier en 1978. Grâce à Arcalli, il comprend qu'il peut acquérir de nouvelles perspectives uniquement par le montage. Comme il trouve Arcalli stimulant et plein d'idées, le montage devenant pour ainsi dire une révision du scénario, Arcalli devient également scénariste.
Le film La salute è malata o I poveri muoiono prima (litt. « Le système de santé est malade et les pauvres meurent les premiers ») est réalisé à l'approche des élections municipales de 1971 (it) à Rome, à la demande du Parti communiste italien, avec l'aide de représentants du syndicat Confédération générale italienne du travail (CGIL). Bertolucci s'est introduit avec une équipe de tournage dans un hôpital romain et montre les conditions sanitaires déplorables, l'accumulation de malades dans les couloirs et même dans les toilettes. Le document (d'une durée de 35 minutes en format 16 mm) est projeté sur les murs des maisons depuis une voiture en mouvement pendant la campagne électorale. Ces projections sont accompagnées par des militants qui distribuent des tracts,,.
Bertolucci atteint un autre sommet avec le drame Le Dernier Tango à Paris (1972), avec Marlon Brando dans le rôle principal. Ce film, qui n'est apolitique qu'en apparence, dépeint la douleur existentielle d'un homme d'âge mûr et sa souffrance face à la répression du principe de plaisir dans la culture occidentale. Il provoque un scandale en Italie à cause d'une scène de sodomie et une séquence où le héros insulte le corps de sa femme défunte. Mais finalement, la polémique et les tentatives de censure lui valent un énorme succès en salles. Aux États-Unis, il est resté pendant des années le film européen le plus rentable.
Fort de ces succès, Bertolucci peut se lancer dans un projet souvent qualifié de mégalomane : raconter un demi-siècle d'histoire italienne dans le film 1900 (1976), d'une durée de plus de cinq heures. Les studios américains avaient estimé le budget du film à sept millions de dollars, mais il finit par coûter plus de huit millions. Bien que se déroulant entièrement en Italie, plusieurs rôles sont interprétés par des vedettes internationales, dont les Français Gérard Depardieu et Dominique Sanda, les américains Robert De Niro et Burt Lancaster et le canadien Donald Sutherland. C'est un hymne à la classe paysanne et au communisme. Le film surprend la critique par sa forme conventionnelle ; Bertolucci choisit délibérément un langage cinématographique simple et émotionnel, inspiré du cinéma grand public, afin de diffuser plus largement son message. En raison de son contenu politique, les studios américains refusent de distribuer 1900 comme prévu. La version destinée à la commercialisation américaine donne lieu à un litige, qui est porté devant les tribunaux, entre Bertolucci, le producteur Grimaldi et les studios. Ces derniers imposent d'importantes coupures pour la version américaine et n'exploitent pratiquement pas le film aux États-Unis, tandis que les critiques américains rejettent complètement l'œuvre, la qualifiant de propagande. En Europe, le film n'est que légèrement raccourci. Bertolucci reconnaît plus tard la contradiction entre des conditions de production capitalistes et multinationales et la vision utopique et ancrée localement que véhicule le film.

### Productions italiennes plus modestes (1977-1982)

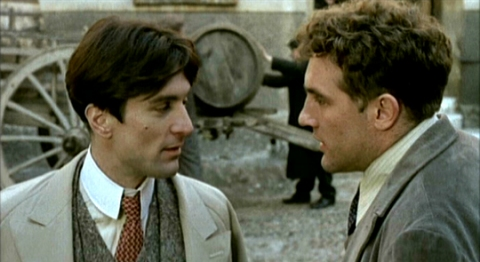
Robert De Niro et Gérard Depardieu dans 1900 (1976).

Plusieurs projets cinématographiques, dont l'adaptation du roman La Moisson rouge de Dashiell Hammett, échouent parce que Bertolucci ne parvient pas à convaincre les producteurs. Il désire pourtant réaliser son premier film américain inspiré d'un classique de la littérature américaine. Pour lui, le projet ne peut être qu'un film politique, mais les producteurs américains ne comprennent pas son interprétation du roman. Bertolucci doit se montrer beaucoup plus modeste dans la dimension de ses deux projets cinématographiques suivants. Le drame La luna (1979), qui traite d'une relation incestueuse entre une mère et son fils, est réalisé avec un budget nettement plus modeste et peu d'acteurs. Il est tourné principalement à Rome, mais aussi en partie à Parme et à New York, et les rôles principaux sont interprétés par des acteurs américains. Bertolucci souligne que dans cette œuvre, il n'y a plus de questionnement constant sur la nature du cinéma ; Pour le film La luna, Bertolucci indique qu'il « n'a plus honte des émotions » au cinéma, ni de montrer le plaisir à l'écran. Sur son supposé manque de goût, il déclare « Le goût — c'est le genre de problème que rencontrent les prêtres, pas les réalisateurs de cinéma. Je me soucie beaucoup plus du style que du goût. Parler de bon ou de mauvais goût, c'est une vieille histoire pour les petites dames aux cheveux blancs dans les salons de thé ; ce n'est pas un argument esthétique majeur. Pour moi, la pornographie, ce n'est pas quand on montre un univers érotique, mais quand on montre une image fausse ou qu'on ne parvient pas à transmettre une émotion réelle au public ». Mais c'est l'insistance sur un style narratif conventionnel et facilement consommable qui déçoit la critique,. Pourtant, la politique n'est pas tout à fait absente du film : comme le remarque Michiko Kakutani dans le New York Times, la description de l'inceste dans le film trahirait l'idéologie communiste de Bertolucci et servirait comme un commentaire sur la décadence de la société et l' « échec de la famille en tant qu'institution à apporter réconfort ou soutien ».
Bertolucci reste encore plus concentré sur sa région natale parmesane dans son film suivant La Tragédie d'un homme ridicule (1981), où il met en avant la situation politique nébuleuse en Italie. À l'exception d'Anouk Aimée, le film est interprété par des Italiens et tourné en italien. C'est le seul film pour lequel il fait appel à Carlo Di Palma, un autre chef opérateur que Vittorio Storaro, avec lequel il a continuellement travaillé pendant un quart de siècle. Il laisse autant de place au discours métafilmique que dans Partner et refuse au public une intrigue compréhensible et l'identification à un personnage. L'œuvre suscite des critiques très divergentes – certains y voient une attitude résignée – et ne retient guère l'attention du public. Certains critiques de cinéma, qui ont une vue d'ensemble de son œuvre, estiment que La Tragédie est peut-être l'œuvre la plus sous-estimée de Bertolucci. Le film vaut à Ugo Tognazzi le prix d'interprétation masculine à Cannes en 1981.

### La «trilogie orientale» (1983-1993)

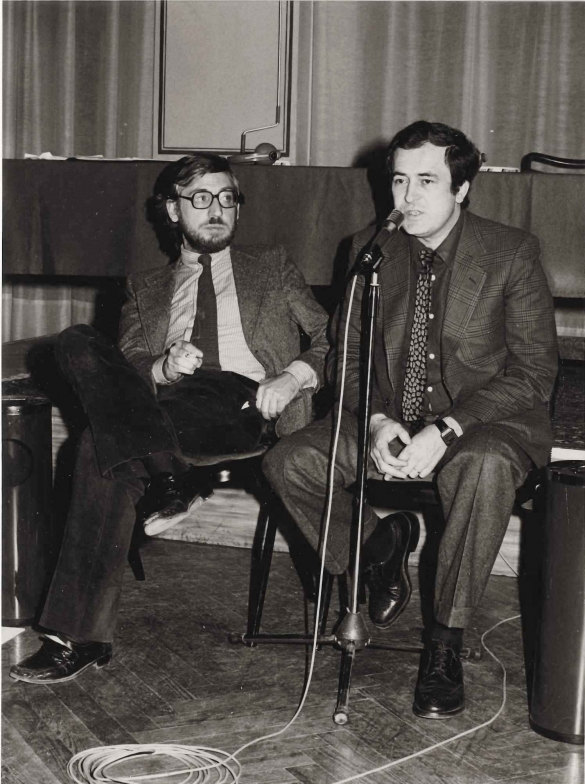
Adriano Aprà et Bertolucci en 1981.

Au début des années 1980, Bertolucci se désintéresse de l'actualité, à part celle de la mort d'Enrico Berlinguer, le président du parti communiste italien de 1972 à sa mort auquel il rend hommage dans le film collectif L'addio a Enrico Berlinguer (1984), aux côtés d'Ettore Scola, Roberto Benigni, Carlo Lizzani, Anna Maria Tatò ou Gillo Pontecorvo, entre autres. Globalement, Bertolucci est très déçu par l'Italie et la direction que prend son système politique. Cela le conduit à rechercher quelque chose de complètement différent et de mettre en lumière les particularités des cultures non occidentales,. Il tourne alors, à nouveau avec Storaro, trois films dans lesquels il peut développer ses thématiques de prédilection dans un contexte chinois, nord-africain et bouddhiste. Ces trois films ont en commun le fait que le réalisateur était devenu plus conciliant envers les figures paternelles, qui apparaissent désormais comme des enseignants et des sages. Le premier volet est Le Dernier Empereur (1987), dans lequel il retrace, tel un Marco Polo cinématographique, la vie du dernier empereur chinois Puyi. Pour la première fois, le gouvernement chinois a autorisé une production cinématographique occidentale à tourner dans la Cité interdite. Avec son succès auprès de la critique et du public, ce drame historique maintes fois récompensé représente un autre sommet dans l'œuvre de Bertolucci. Le film suivant, Un thé au Sahara (1990), le conduit au Maroc et dans le Sahara et met en scène les vedettes américaines Debra Winger et John Malkovich. Il raconte l'histoire d'un couple qui fuit la civilisation occidentale et perd son identité au contact de l'inconnu et du Sahara. Les critiques ne sont pas unanimes quant à la façon dont Bertolucci avait rendu les thèmes et les personnages du roman original de Paul Bowles, mais même certaines critiques négatives reconnaissaient que son regard sur les paysages et les villes d'Afrique du Nord est sensuel et saisissant,,,.
À l'occasion de la Coupe du monde de football 1990 en Italie, des réalisateurs de renom tournent des courts métrages célébrant chacune des villes hôtes, qui sont diffusés avant le début des matchs. Dans ce projet intitulé Dodici registi per dodici città, Bertolucci dresse le portrait de la ville de Bologne et utilise des effets spéciaux électroniques pour la réalisation du film.

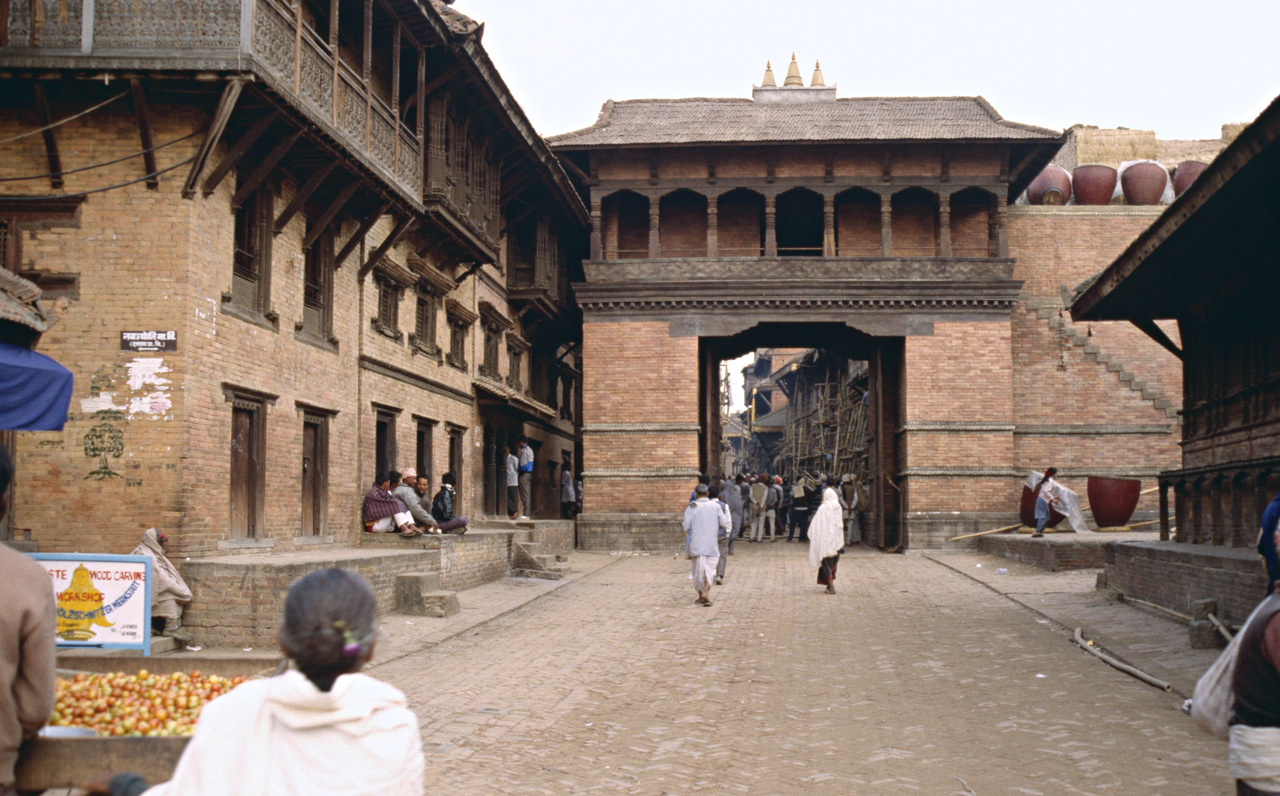
Le plateau de tournage de Little Buddha (1993) à Bhaktapur au Népal.

La troisième de ses productions « exotiques » est Little Buddha, sortie en 1993, avec laquelle Bertolucci souhaite s'adresser aux enfants de tous âges. Elle explore le bouddhisme et la réincarnation. De nombreux critiques trouvent cependant l'œuvre trop simpliste et regrettent la complexité de ses œuvres précédentes. C'était son premier film qui ne traitait pas d'un conflit politique, psychologique ou sexuel. Le réalisateur se décrit comme un bouddhiste sceptique amateur, uniquement intéressé par l'aspect esthétique et poétique de cette philosophie. Avec la perte de popularité de la psychanalyse ainsi que l'affaiblissement de l'utopie communiste suite à la chute du bloc de l'Est, il trouve dans le bouddhisme un nouveau domaine d'inspiration. La transition lui est facile, car le bouddhisme a en commun avec Marx et Freud le fait de ne pas placer les divinités au centre, mais l'être humain,.

### Dernières œuvres (1994-2012)
Une fois la cinquantaine passée, les conflits avec les figures paternelles ne constituent plus un élément important pour le réalisateur. Les thèmes de ses films précédents réapparaissent certes dans Beauté volée (1995) sous la forme de soixante-huitards mélancoliques et renfermés, mais le personnage principal est une jeune fille inexpérimentée, incarnée par Liv Tyler. Son œuvre suivante, le film intimiste Shanduraï (1998), est très bien accueilli par la critique, mais est assez mal exploité dans les salles. Après le tournant du millénaire, Bertolucci participe au film à sketches Ten Minutes Older: The Cello (2002) avec l'épisode Histoire d'eaux, reprenant une ancienne légende indienne qu'un personnage a déjà racontée oralement dans Prima della rivoluzione (1964).
L'intérêt pour Bertolucci s'est ravivé avec le succès commercial d'Innocents (The Dreamers) en 2003. Les innocents du titre sont trois jeunes gens, un frère et sa sœur et un touriste américain, qui habitent à trois dans un appartement parisien en 1968 et s'isolent des événements qui se déroulent dans la rue. Les dernières œuvres de Bertolucci sont critiquées par une partie de la critique comme étant des fantasmes de vieil homme mis en images, dans lesquels il se délecte des corps de jeunes femmes,,,,. D'autres critiques choisissent d'y voir le spectacle de trois jeunes gens ayant « soif de libération, de découvertes, veulent se goûter, s’apprivoiser, et profiter les uns des autres ». Pour Télérama, ce qui aurait pu aboutir à une libération, est au contraire « davantage une régression, un enfantillage, une parenthèse édénique, avant que le monde ne revienne par la fenêtre, littéralement… ». Le roman que le film adapte, The Holy Innocents de Gilbert Adair, est lui-même inspiré de Les Enfants terribles (1929) de Jean Cocteau et de son adaptation cinématographique par Jean-Pierre Melville en 1950, qui dépeint lui aussi un huis-clos de jeunes gens hédonistes qui ne veulent pas quitter l'enfance. Les références culturelles fourmillent dans le film, dont le film La Chinoise (1967) de Jean-Luc Godard, dont l'affiche trône bien en vue dans l'appartement des jeunes gens. Un autre film de Godard référencé dans le film est Bande à part (1964), à travers la scène de course dans le Musée du Louvre. Le film lance la carrière d'Eva Green, de Louis Garrel et de Michael Pitt, tous trois débutants à l'époque.
Après Innocents, il ne peut pas terminer d'autre film pendant près de dix ans. Le projet Bel Canto, l'adaptation cinématographique du roman éponyme d'Ann Patchett sur une prise d'otages en Amérique du Sud, a dû être reporté sine die. En 2007, il se tourne vers un autre projet, un drame sur le musicien italien Carlo Gesualdo, qui a vécu et commis des meurtres au XVIe siècle. En 2011, il reçoit, des mains de Gilles Jacob, la Palme d'honneur à Cannes pour l'ensemble de son œuvre. Il dédie sa palme « à tous les Italiens qui ont encore la force de lutter, critiquer, s'indigner ».
Ce n'est qu'en 2012 que son premier long métrage après dix ans d'absence, Moi et toi, est présenté hors compétition au Festival de Cannes. Au printemps 2018, Bertolucci annonce qu'il souhaitait tourner un film sur l'amour et les problèmes de communication qui y sont liés, mais ce projet n'a jamais vu le jour.

### Problèmes de santé et mort
Bertolucci a souffert pendant de nombreuses années de problèmes de dos. Une opération ratée des disques intervertébraux l'a contraint à se déplacer en fauteuil roulant à partir de 2003. Cela lui permet de prendre conscience de la situation difficile des handicapés à Rome, notamment du fait que de nombreux bâtiments publics ne sont pas accessibles aux personnes à mobilité réduite. En 2012, il lance une campagne visant à améliorer la situation.
Bertolucci meurt d'un cancer du poumon le 26 novembre 2018 à Rome, à l'âge de 77 ans. Il est incinéré, puis ses cendres sont dispersées.

## Vie privée
Le frère cadet de Bernardo, Giuseppe, est metteur en scène de théâtre. Son cousin Giovanni est producteur de cinéma et occupe cette fonction pour certains de ses films.
Bernardo Bertolucci fait la connaissance d'Adriana Asti lors du tournage d'Accattone, et elle devient sa compagne pendant plusieurs années. Elle a joué le rôle principal féminin dans son deuxième long métrage, Prima della rivoluzione (1964). Après son divorce d'Adriana Asti, il épouse en 1967 Maria Paola Maino, dont il divorce en 1972. En 1978, Bertolucci épouse la scénariste et réalisatrice britannique Clare Peploe, co-scénariste avec son frère Mark du film Profession : reporter (1975) de Michelangelo Antonioni.

## Croyances et convictions politiques
Comme plusieurs autres grands réalisateurs italiens, tels Pasolini, Visconti et Antonioni, Bertolucci se revendique du marxisme. Il raconte avoir été communiste depuis son enfance, lorsqu'il passait beaucoup de temps parmi les paysans. D'abord pour des raisons sentimentales, puis, lorsqu'un jour la police abattit un communiste, il choisit leur camp. Il n'adhére toutefois au Parti communiste qu'en 1968. Malgré ses convictions marxistes, il se prononce en faveur de l'individualisme : « La découverte la plus importante que j'ai faite après mai 68, c'est que je ne voulais pas la révolution pour les pauvres, mais pour moi. Le monde aurait dû changer pour moi. J'ai découvert l'aspect individuel des révolutions politiques ». Il se démarque des marxistes qui veulent servir le peuple et estime qu'il servait mieux le peuple en se servant lui-même, car c'était la seule façon pour lui de faire partie du peuple. Le cinéma, même politique, n'avait selon lui aucun impact politique. À la fin des années 1970, il parle d'un sentiment de culpabilité de ne pas s'être suffisamment impliqué dans la vie du parti.
Par ailleurs, Bertolucci se dit athée. Il l'a affirmé dans une interview publiée dans le livre de Barbara Palombelli (it) Registi d'Italia (Rizzoli, Milan, 2006) au cours de laquelle, à la question « Bertolucci est-il croyant ? », le réalisateur a répondu en riant : « Non, je suis athée, grâce à Dieu. Comme le disait Buñuel ».
Le 27 septembre 2009, Bertolucci fait partie des signataires de l'appel au gouvernement suisse pour libérer Roman Polanski, qui était détenu en attente d'extradition vers les États-Unis.
Sur Twitter le 24 avril 2015, Bertolucci a participé à #whomademyclothes (litt. « Qui fabrique mes habits ? »), la campagne de « révolution de la mode » qui lutte contre les ateliers de misère, commémorant l'effondrement du Rana Plaza en 2013, l'accident le plus meurtrier dans l'histoire de l'industrie du vêtement.

## Polémique d'abus sexuels concernantLe Dernier Tango

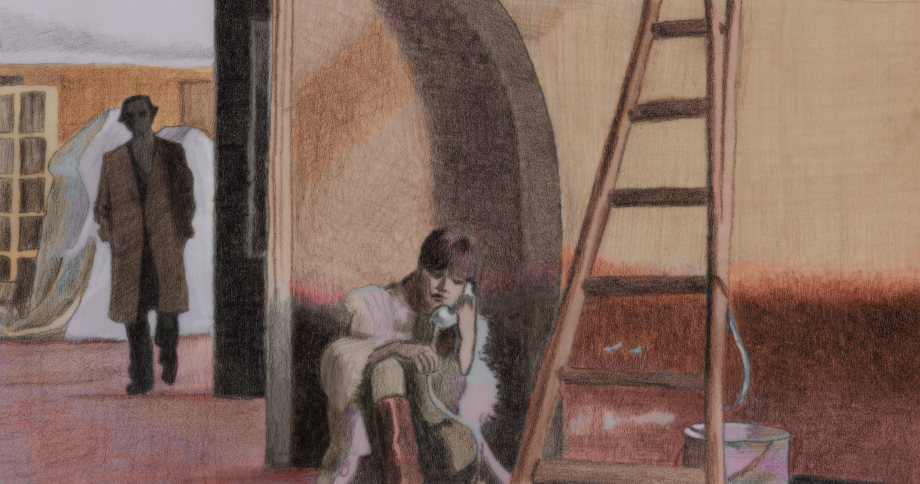
Paul (Marlon Brando), un quadragénaire désabusé, et Jeanne (Maria Schneider) assise sur le sol de l'appartement parisien du Dernier Tango à Paris.

En 2006, Maria Schneider expliqua que la scène de viol ne figurait pas dans le script du Dernier Tango à Paris (1972), et que Bertolucci avait une attitude manipulatrice sur le plateau.
En février puis en septembre 2013, B. Bertolucci affirma à deux reprises que la scène était écrite dans le script, divergeant sur le détail de l'emploi du beurre. Le réalisateur reconnaît finalement dans une entrevue vidéo ne pas avoir prévenu Maria Schneider du déroulement de la scène, parce qu'il voulait capter sa réaction « en tant que fille et non en tant qu'actrice »,. L'actrice Eva Green, qui incarne la protagoniste féminine parfois dénudée dans Innocents (2003) a défendu le réalisateur après sa mort en 2018 : « Il m’a donné mon premier rôle — je crois que j’avais 22 ans — donc j’ai toujours l’impression que je lui dois tout. J’étais tellement fan du Dernier Tango à Paris — j’avais l’affiche dans ma chambre — que j’avais envie plus que tout d’avoir le rôle dans son film. Et peut-être parce que c’était mon premier film, c’est probablement l’une de mes meilleures expériences [...] Je ne veux pas saper l’expérience de Maria Schneider. Je suis sûre qu’elle a réellement souffert. Mais de ma propre expérience, il a toujours été un gentleman. Il savait à quel point j’étais nerveuse pour les scènes de sexe mais ne m’a jamais poussée. Il nous a laissé faire. Il n’y avait jamais quoi que ce soit de bizarre. Il y a tant de réalisateurs pires – c’était juste une personne merveilleuse et un maestro ».
En décembre 2024, l'absence d'un débat lors de la programmation du film Le Dernier tango à Paris par la Cinémathèque française suscite une intense controverse et l'annulation de la projection ,,. En janvier 2025, devant la commission parlementaire sur les violences sexuelles, le président de la Cinémathèque française, Costa-Gavras, regrette de ne pas avoir contextualisé le film de Bernardo Bertolucci : « Le film aurait dû faire l’objet d’une présentation de séance très détaillée, car [il a eu] des conséquences graves, indiscutablement, sur la vie de Maria Schneider »,.

## Approche créative et style
Au début de sa carrière cinématographique, Bertolucci affirmait : « Je ne vois aucune différence entre le cinéma et la poésie. Je veux dire par là qu'il n'y a pas d'intermédiaire entre l'idée et le poème, tout comme il n'y en a pas entre l'idée et le film ». L'idée elle-même doit être poétique, sinon aucune poésie ne peut naître. Plus tard, il a nuancé cette affirmation en déclarant que le film était plus proche du poème que du roman,. À l'âge de 15 ans, alors qu'il filme l'abattage traditionnel d'un cochon chez des paysans avec une caméra 16 mm, le boucher manque le cœur et l'animal, devenu fou, s'échappe. Il court en saignant dans la cour enneigée, ce qui semble impressionnant même en noir et blanc et éveille en lui la conviction qu'il faut laisser autant de place que possible au hasard lors du tournage. Il ne considére les scénarios que comme des esquisses, qu'il adapte pendant le tournage aux lieux de tournage ainsi qu'aux acteurs, qui ne doivent pas se transformer en personnages écrits,.
Le style visuel de ses films se caractérise par de longs travellings et des couleurs très soigneusement choisies. Il définit lui-même les cadrages et les mouvements de caméra comme faisant partie intégrante de son style de réalisation, de sa « signature » personnelle. Son chef opérateur de longue date, Vittorio Storaro, qui participe à huit de ses œuvres entre 1969 et 1993, est personnellement responsable de l'éclairage. Le style narratif de Bertolucci se caractérise par des références à des œuvres picturales, lyriques, littéraires et cinématographiques, ou par des références tirées de celles-ci. Le générique de certains de ses films consiste en l'apparition d'un ou plusieurs tableaux. Tous ses films jusqu'en 1981 contiennent une scène de danse, dont certaines donnent un nouveau tournant à l'intrigue. Les danses expriment des conflits politiques ou sexuels, opposant une joie exubérante à une obéissance stricte aux règles. Son style est souvent décrit comme proche de l'opéra, car il fait écho au mélodrame et au lyrisme musical qui y sont mis en avant, et des intrigues entières peuvent s'inspirer d'opéras de Giuseppe Verdi. Le chant d'arias et d'autres allusions à Verdi servent de commentaire ironique sur l'action,. Ses films appartiennent à des genres très variés, si tant est que le terme « genre » soit approprié. Au grand dam de nombreux spectateurs, les fins de ses œuvres sont généralement ouvertes, « des retraites, des dissolutions dans l'irréel, pour ne pas avoir à mettre de point final »,. L'intrigue apparente est d'une importance secondaire, dans la mesure où elle est compréhensible dans le détail.

### Films préférés
En 2022, Bernardo Bertolucci a dressé la liste de ses 10 films préférés pour la revue Sight and Sound.
1. La Règle du jeu de Jean Renoir — 1939,  France
2. L'Intendant Sansho (山椒大夫, Sanshō dayū?) de Kenji Mizoguchi — 1954,  Japon
3. Allemagne année zéro (Germania anno zero) de Roberto Rossellini — 1948,  Italie
4. À bout de souffle de Jean-Luc Godard — 1960,  France
5. La Chevauchée fantastique (Stage coach) de John Ford — 1939,  États-Unis
6. Blue Velvet de David Lynch — 1986,  États-Unis
7. Les Lumières de la ville (City Lights) de Charlie Chaplin — 1935,  États-Unis
8. Pas de printemps pour Marnie (Marnie) d'Alfred Hitchcock — 1964,  États-Unis
9. Accattone de Pier Paolo Pasolini — 1961,  Italie
10. La Soif du mal (Touch of Evil) d'Orson Welles — 1958,  États-Unis

## Thèmes

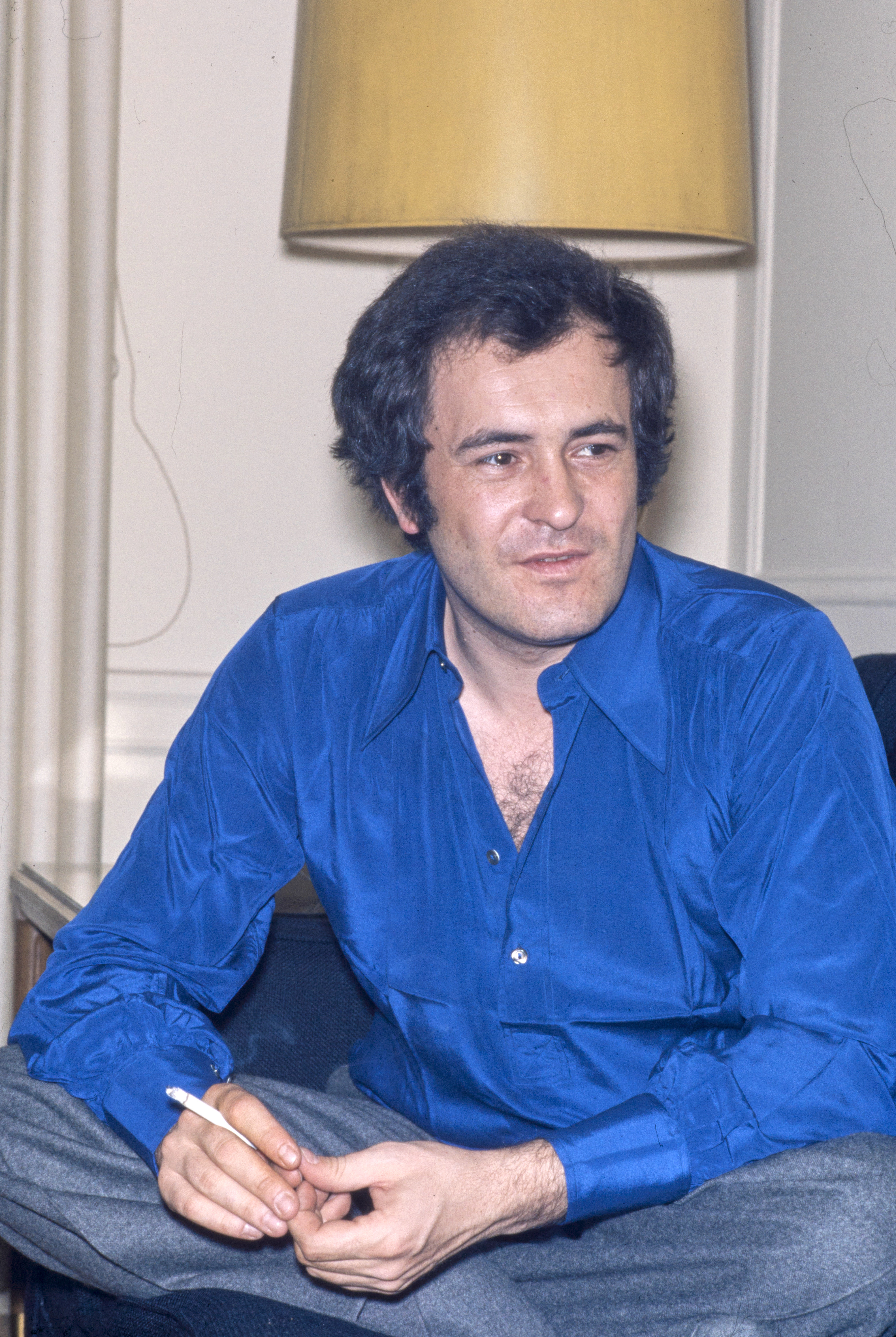
Bertolucci en 1971.

Des éléments autobiographiques sont présents dans les films de Bertolucci, mais il développe souvent ses scénarios avec des coauteurs. Il a accordé d'innombrables interviews, de préférence à des magazines spécialisés dans le cinéma, dans lesquelles il explique ses œuvres et les intentions qu'il poursuit. Il souligne souvent des influences dans ses films, qu'elles proviennent de l'art, de sa vie personnelle ou de sa psychanalyse. Il s'efforce d'être perçu comme l'auteur de ses films.

### Ambiguïté
Bertolucci voit quelque chose de positif dans les ambiguïtés, les contradictions et les paradoxes, car la liberté doit être totale, même si cela conduit à des attitudes incohérentes. « On devrait aller à l'encontre de ce qu'on a déjà fait. On fait quelque chose, puis on le contredit, puis on contredit la contradiction, et ainsi de suite. La vivacité naît précisément de la capacité à se contredire soi-même... ». Le titre de son unique œuvre littéraire publiée, le recueil de poèmes In cerca del mistero, signifie « À la recherche du mystère ». Cette quête a traversé toute son œuvre cinématographique. Il évolue aussi bien dans le monde tangible que dans le monde onirique, explorant la relation entre le passé et le présent, entre ce que l'on est et ce que l'on doit être. « Il jongle entre les genres, les styles et les théories et redistribue les cartes à chaque partie. » Il joue avec toutes les formes, évite la monotonie et essaie constamment de nouvelles choses qui surprennent et déconcertent,. Il désire être aussi imprévisible que possible pour son public et le surprendre, tout comme il apprécie lui-même être surpris par les œuvres des autres. Convaincu qu'un film n'est achevé que par le spectateur, il considère que toute interprétation d'une œuvre est valable. Bertolucci est aussi cosmopolite, ce qui s'exprime notamment dans ses grandes productions internationales qui se déroulent sur quatre continents. « Les protagonistes de Bertolucci sont des prisonniers qui peuvent s'échapper de leur patrie, mais qui deviennent prisonniers de leur mal du pays dans un pays étranger ».

### Trouble de l'identité et motif du sosie
En termes mathématiques, son œuvre pourrait être décrite par le chiffre 2, et en termes géométriques par l'ellipse, qui a deux centres au lieu d'un seul. Le spectateur, habitué à concentrer son attention sur un seul point, est contraint de prêter attention à deux centres,. Bertolucci remettait souvent en question les identités ; les thèmes de la schizophrénie, des personnalités multiples, des sosies et des doubles reviennent régulièrement. Certains personnages mènent des vies parallèles ou sont incarnés par le même acteur,,. Ce principe est particulièrement évident dans Partner (1968), adapté du roman Le Double de Fiodor Dostoïevski. Dans La Stratégie de l'araignée (1970), le même acteur joue également deux rôles, celui du père et celui du fils. Les deux personnages Olmo et Alfredo dans 1900 (1976) sont nés le même jour et Bertolucci a comparé leurs vies parallèles. Dans Innocents, on trouve deux jumeaux, un frère et une sœur, qui ne peuvent se passer l'un de l'autre. Même les événements au sein d'un même film se produisent souvent deux fois sous une forme modifiée. Parfois, les images contiennent des reflets, et la réalité et l'imagination coexistent. Dans l'univers de Bertolucci, rien n'est unique.

### L'évanescence et la mort
Dans l'univers de Bertolucci, rien n'est immuable. Les êtres humains, les sociétés, les situations et la morale sont soumis à des transformations progressives et sont éphémères et évanescents. Le vieillissement et la déchéance physique occupent une place importante. La mort n'est pas une fin brutale de la vie terrestre, mais elle est présente dans la vie comme une agonie fragmentée en de nombreux morceaux, « un long cri haletant ». Bertolucci se plaît à citer la phrase de Jean Cocteau selon laquelle « le cinéma montre la mort à l'œuvre ». La base de toute poésie est le passage du temps,. Le temps apparaît dans un nombre remarquable de titres de ses films, le plus évident étant Prima della rivoluzione et 1900. La lune dans La luna est responsable des marées. Il y a Le Dernier Tango et Le Dernier Empereur, et la mort est présente dans L'Agonie et Les Recrues.

### Conflits œdipiens avec des figures paternelles

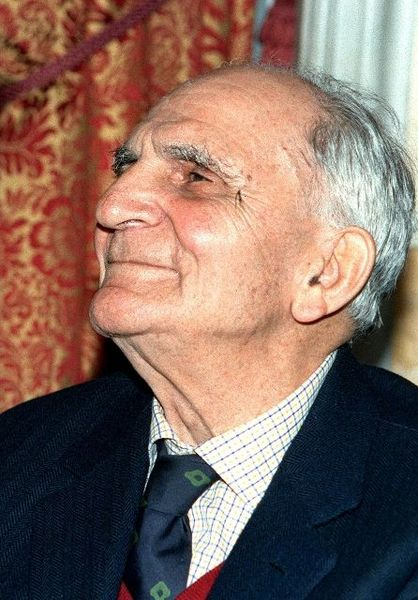
Attilio Bertolucci, le père de Bernardo.

Ses personnages sont souvent soumis à un déterminisme et ne peuvent échapper à leur passé. Il s'agit par exemple de jeunes qui veulent rompre avec leur famille et leur classe sociale, mais qui finissent inévitablement par reproduire les schémas du passé. Ils sont confrontés à une figure d'autorité masculine qui suscite chez eux des sentiments mitigés et qu'ils finissent par rejeter. Les fils rebelles ne remportent que des victoires temporaires, les stratégies des pères perdurent. Le parricide apparaît plus ou moins ouvertement comme motif dans presque tous les films de la première moitié de son œuvre.
Dans sa jeunesse, Bertolucci côtoie plusieurs figures paternelles qui influencent sa vie et son œuvre, dont il veut se libérer. Son père, Attilio Bertolucci, est un poète célèbre en Italie. Bernardo Bertolucci a certes publié son propre recueil de poèmes, mais celui-ci est resté sa seule œuvre littéraire. Il aurait voulu rivaliser avec son père, puis aurait senti qu'il allait perdre la bataille. Il se serait donc tourné vers un autre domaine, le cinéma. Une autre fois, il a justifié la fin de son travail poétique en expliquant qu'il ne voulait pas communiquer la même chose dans ses poèmes et dans ses films.
La deuxième figure semi-paternelle est Pier Paolo Pasolini. Ils vivent plusieurs années dans le même immeuble ; le jeune Bernardo est ami avec lui et lui lit régulièrement ses poèmes ; une relation de type maître-élève s'est développée entre eux,. Celle-ci se poursuit lorsque Pasolini le nomme assistant réalisateur en 1961. Sur le plan stylistique, l'influence de Pasolini est restée cependant modeste.
La figure artistique dominante est celle du réalisateur français Jean-Luc Godard. Les films des deux premières décennies de Bertolucci sont marqués par une confrontation esthétique et politique avec Godard et son œuvre. Alors qu'il célébre l'influence de Godard dans Prima della rivoluzione (1964) et Partner (1968), il développe son propre style dans La Stratégie de l'araignée (1970), puis passa au parricide symbolique dans Le Conformiste (1970). Enfin, dans Le Dernier Tango à Paris (1972), il caricature Godard et sa propre cinéphilie à travers le personnage du jeune cinéaste Tom. À la fin des années 1960, Godard se radicalise tant sur le plan politique qu'esthétique et rejette le virage pris par Bertolucci vers des productions plus conventionnelles à gros budget.
À la fin des années 1960, Bertolucci cite Pasolini et Godard comme ses réalisateurs préférés, deux grands poètes qu'il admire beaucoup, et c'est pourquoi il désire tourner contre eux. Car selon lui, pour progresser et pouvoir donner quelque chose aux autres, il faut se battre contre ceux que l'on aime le plus.

### Les femmes comme personnages secondaires
Bertolucci a souvent abordé le thème de l'oppression des fils par leurs pères ou par le patriarcat. Les personnages masculins sont au centre de l'action narrative et émotionnelle, tandis que les rôles féminins sont des dérivés des peurs et des sentiments de haine masculins. Il s'agit souvent de rôles subalternes, voire destructeurs, qui ont généralement une fonction sexualisée dans le récit. À travers le personnage de Caterina dans La luna (1979), Bertolucci révèle son point de vue selon lequel le travail créatif et la maternité ne peuvent être conciliés avec succès. Les femmes n'ont généralement pas d'intérêts intellectuels et vivent pour leurs instincts et leurs plaisirs sensuels. Ce sont les personnages masculins qui souffrent et qui assimilent mentalement ces souffrances.

## Filmographie

### Réalisateur (et éventuellement scénariste)
- 1961 : Accattone de Pier Paolo Pasolini [assistant réalisateur]
- 1962 : Les Recrues (La commare secca) [également scénariste]
- 1964 : Prima della rivoluzione
- 1968 : Partner [également scénariste]
- 1969 : La Contestation (Amore e rabbia), séquence Agonia
- 1970 : La Stratégie de l'araignée (Strategia del ragno) [également scénariste]
- 1970 : Le Conformiste (Il conformista) [également scénariste]
- 1972 : Le Dernier Tango à Paris (Ultimo tango a Parigi) [également scénariste]
- 1975 : 1900 (Novecento) [également scénariste]
- 1979 : La luna [également scénariste]
- 1981 : La Tragédie d'un homme ridicule (La tragedia di un uomo ridicolo)
- 1984 : L'addio a Enrico Berlinguer (documentaire), réalisation collective[N 2] sur les funérailles de l’homme politique
- 1987 : Le Dernier Empereur (L'ultimo imperatore / The Last Emperor) [également scénariste]
- 1990 : Dodici registi per dodici città, segment Bologne (Bologna)
- 1990 : Un thé au Sahara (The Sheltering Sky) [également scénariste]
- 1993 : Little Buddha [également scénariste]
- 1996 : Beauté volée (Stealing Beauty)
- 1998 : Shanduraï (Besieged) [également scénariste]
- 2001 : Ten Minutes Older: The Cello, segment Histoire d'eaux
- 2003 : Innocents (The Dreamers)
- 2012 : Moi et toi (Io e te) [également scénariste]

### Acteur
- 1992 : Golem, l'esprit de l'exil d'Amos Gitaï
- 2001 : Pier Paolo Pasolini et la Raison d'un rêve (Pier Paolo Pasolini e la ragione di un sogno) de Laura Betti et Paolo Costella
- 2004 : Souvenirs d'un président de festival de Cannes, module dvd d'Elio Lucantonio

### Scénariste (non réalisateur)
- 1967 : Dernier Sursaut pour cinq indésirables (Ballata da un miliardo) de Gianni Puccini
- 1968 : Il était une fois dans l'Ouest (C'era una volta il West) de Sergio Leone
- 1983 : Tu me troubles (Tu mi turbi) de Roberto Benigni
- 2001 : Le Triomphe de l'amour (The Triumph of love) de Clare Peploe

### Producteur
- 2001 : Le Triomphe de l'amour (The Triumph of Love) de Clare Peploe

## Cérémonies et récompenses

### Participation à des jurys
En 1985, Bertolucci est membre du jury du 1re Festival international du film de Tokyo.
Il préside en 1990 le 43e festival de Cannes où le jury décerne la Palme d'or à Sailor et Lula de David Lynch.
Il est également président du jury de la Mostra de Venise à deux reprises : la première fois en 1983 (sous sa présidence, le Lion d'or fut attribué à Prénom Carmen de Jean-Luc Godard), et la seconde, en 2013 (son jury couronna du Lion d'or le documentaire Sacro GRA de Gianfranco Rosi).

### Distinctions
- David di Donatello
  - 1971 : David di Donatello du meilleur film pour Le Conformiste
  - 1988 : David di Donatello du meilleur film pour Le Dernier Empereur
  - 1988 : David di Donatello du meilleur réalisateur pour Le Dernier Empereur
  - 1988 : David di Donatello du meilleur scénario pour Le Dernier Empereur
  - 1996 : nomination pour le meilleur film pour Beauté volée
  - 1996 : nomination pour la meilleure réalisation pour Beauté volée
  - 1999 : nomination pour le meilleur film pour Shanduraï
  - 1999 : nomination pour la meilleure réalisation pour Shanduraï
  - 2013 : Nomination pour le meilleur film pour Moi et toi
  - 2013 : Nomination pour la meilleure réalisation pour Moi et toi
  - 2013 : Nomination pour le meilleur scénario pour Moi et toi

- Ruban d'argent
  - 1973 : Ruban d'argent de la réalisation du meilleur film pour Le Dernier Tango à Paris
  - 1988 : Nastro d'argento au réalisateur du meilleur film pour Le Dernier Empereur
  - 1997 : nomination au prix du meilleur réalisateur pour Beauté volée
  - 2000 : nomination au prix du meilleur scénario pour Shanduraï
  - 2004 : nomination au prix du meilleur réalisateur pour Innocents
  - 2013 : Nastro d'argento de l'année pour Moi et toi

- Ciak d'oro
  - 1988 : Ciak d'oro du meilleur film pour Le Dernier Empereur
  - 1988 : Ciak d'oro de la meilleure réalisation pour Le Dernier Empereur
  - 1991 : Ciak d'oro de la meilleure réalisation pour Un thé au Sahara
  - 1996 : Ciak d'oro de la meilleure réalisation pour Beauté volée

- Mostra de Venise
  - 1968 : en compétition pour le Lion d'or avec Partner
  - 2007 : Lion d'or pour l'ensemble de sa carrière

- César
  - 1988 : César du meilleur film étranger pour Le Dernier Empereur

- Festival de Cannes
  - 1981 : en compétition pour la Palme d'or avec La Tragédie d'un homme ridicule
  - 1996 : en compétition pour la Palme d'or avec Beauté volée
  - 2011 : Palme d'or d'honneur

- Festival de Locarno
  - 1997 : Léopard d'honneur

- Festival international du film de Berlin
  - 1969 : en compétition pour l'Ours d'or avec La Contestation
  - 1970 : Prix spécial de la presse pour Le Conformiste
  - 1970 : Recommandation INTERFILM pour Le Conformiste

- Oscars
  - 1972 : nomination à l'Oscar du meilleur scénario adapté pour Le Conformiste
  - 1974 : nomination à l'Oscar du meilleur réalisateur pour Le Dernier Tango à Paris
  - 1988 : Oscar du meilleur réalisateur pour Le Dernier Empereur
  - 1988 : Oscar du meilleur scénario adapté pour Le Dernier Empereur

- BAFTA
  - 1989 : BAFTA du meilleur film pour Le Dernier Empereur
  - 1989 : nomination au meilleur réalisateur pour Le Dernier Empereur

- Golden Globes
  - 1974 : nomination au meilleur réalisateur pour Le dernier tango à Paris
  - 1988 : Golden Globe du meilleur réalisateur pour Le Dernier Empereur
  - 1988 : Golden Globe du meilleur scénario pour Le Dernier Empereur
  - 1991 : nomination au meilleur réalisateur pour Un thé au Sahara

- European Film Award
  - 1988 : Prix spécial du jury pour Le Dernier Empereur
  - 2004 : nomination au People Choice Award pour Innocents
  - 2012 : Prix d'honneur

Autres récompenses :
- 1988 : Directors Guild of America Award du meilleur réalisateur
- 1997 : Prix pour la sensibilité visuelle particulière dans la réalisation au Camerimage
- 1997 : Prix pour la collaboration entre le réalisateur et le directeur de la photographie (Vittorio Storaro) au Camerimage
- 1998 : Récompense pour la liberté d'expression par le National Board of Review
- 2018 : Fellini Platinum Award for Artistic Excellence au Festival international du film de Bari

### Décorations
- 2 juin 1988 : grand officier de l'ordre du Mérite de la République italienne[N 3]
- 2006 : médaille d'or du mérite des beaux-arts par le ministère de l'Éducation, de la Culture et des Sports (Espagne)[143]

## Publication
- Mon obsession magnifique, Seuil, 2014  (ISBN 978-2-02-113886-3)